# 久米川の戦い
久米川の戦い（くめがわのたたかい）は、元弘の乱の戦いの一つで、鎌倉時代最末期の元弘3年（1333年）5月12日に、武蔵国久米川（現在の東京都東村山市諏訪町）において、桜田貞国率いる鎌倉幕府勢と新田義貞率いる反幕府勢との間で行われた合戦である。

## 背景
元弘3年（1333年）5月、新田義貞は上野国生品明神で鎌倉幕府打倒の兵を挙げた。新田軍は一族や周辺豪族を集めて兵を増やしつつ、利根川を越えて武蔵国へ進む。利根川を越えた時点で足利高氏（後に尊氏）の嫡子千寿王（後に足利義詮）が合流。外様御家人最有力者足利高氏の嫡男が加わったことにより、武蔵七党や河越氏ら周辺の御家人も加わり、新田軍は数万規模に膨れ上がったと言われる。
さらに新田軍は鎌倉街道沿いに南下し、入間川を渡る。迎撃に来た桜田貞国、長崎高重、長崎孫四郎左衛門、加治二郎左衛門率いる五万の幕府軍を5月11日に小手指原の戦いで撃破。幕府軍は久米川（現在の柳瀬川）で新田軍の南下を食い止めるべく、久米川の南岸（現在の東京都東村山市諏訪町）で迎え出た。

## 経過

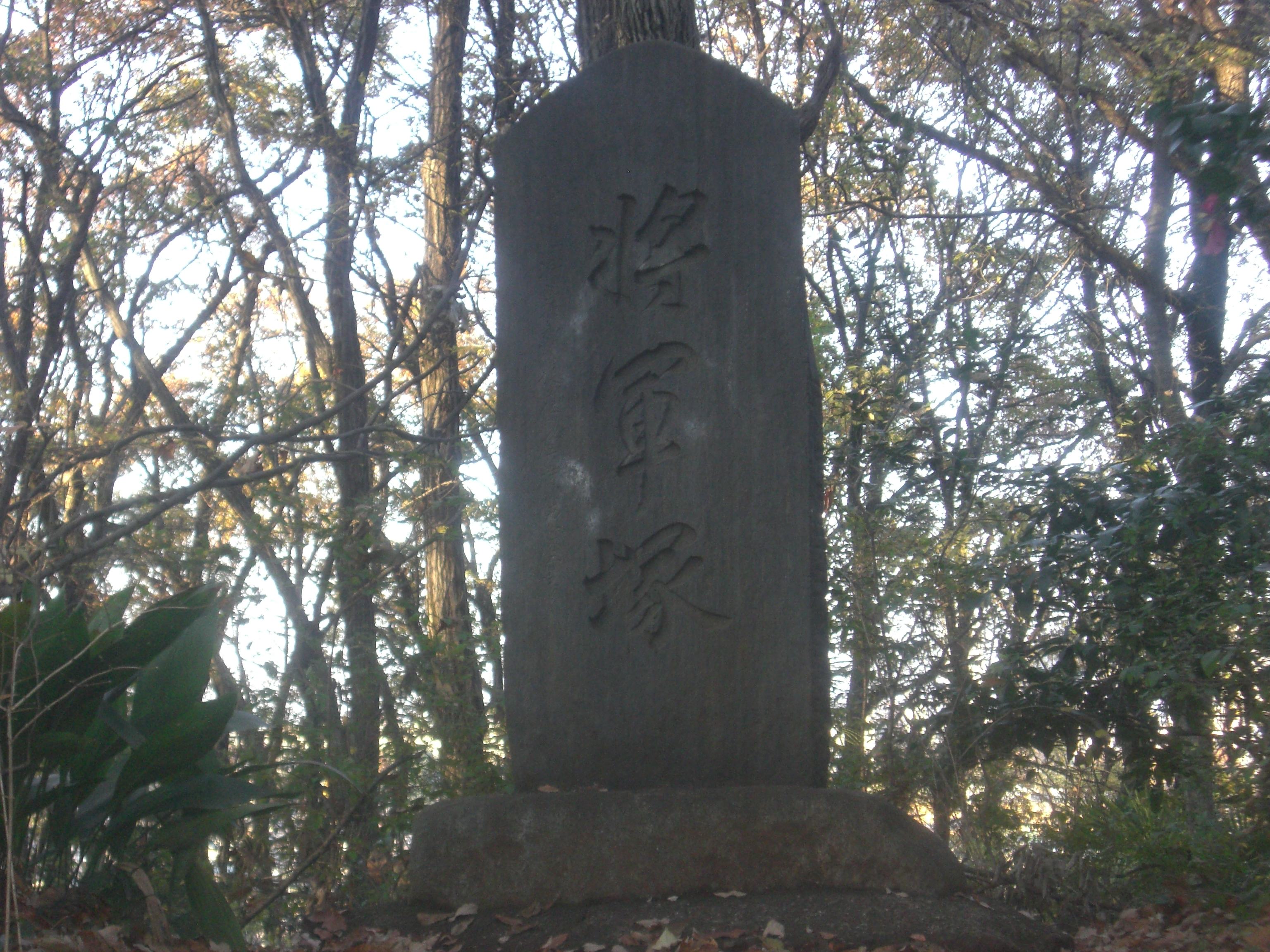
八国山の将軍塚

小手指原で勝利した６０００の新田軍はそのままの勢いで八国山に陣を張り、ここから指揮をとり麓の幕府軍と対峙した。現在、この陣の跡地は将軍塚と呼ばれている。
翌日朝、義貞の軍勢が久米川に布陣する幕府軍に奇襲を仕掛けたことで戦闘が発生した。桜田貞国は奇襲に対する備えを講じており、奇襲は成功しなかった。
五万の幕府軍は鶴翼の陣を敷いて義貞を挟みこむ戦法を採ったが、この戦法を義貞は看破し、戦法にかかったような芝居を見せ、陣を拡散させたため手薄になった本陣を狙い打ちにした。これにより長崎、加治軍は撃破され、桜田貞国は軍勢を纏め、分倍河原まで退却した。
小手指原で敗れた幕府軍にはもはや勢いはなく、戦いは終始新田軍優勢に進み、幕府軍は多摩川の分倍河原（現在の東京都府中市）にまで撤退した。

## 影響
鎌倉幕府は小手指原・久米川の敗報に接し、新田軍を迎え撃つべく、北条高時の弟北条泰家を大将とする10万の軍勢を派遣、分倍河原にて桜田貞国の軍勢と合流して合戦となった（分倍河原の戦い）。